# La lettera rubata
La lettera rubata (The Purloined Letter) è il terzo racconto poliziesco scritto da Edgar Allan Poe avente come protagonista l'investigatore improvvisato Auguste Dupin. Questo racconto, scritto per la rivista The Chamber's Journal nel 1845, fu spunto di riflessione per Sigmund Freud, per uno psicanalista sperimentale come Jacques Lacan e per il celebre filosofo francese Jacques Derrida. Il racconto è stato tradotto in francese da Charles Baudelaire come La lettre volée.

## Trama
La vicenda è narrata da un amico del Cavalier Dupin, che ne riferisce al lettore attraverso i dialoghi in proposito intrattenuti con l'improvvisato investigatore stesso. Si tratta della sottrazione di una compromettente lettera da parte del ministro francese D. al vero destinatario, proprio davanti agli occhi di quest'ultimo impossibilitato a opporvisi per la presenza in loco di una terza persona, molto altolocata, alla quale tale documento doveva rimanere celato. Quanto vi era scritto comprometteva seriamente l'onorabilità di una nobildonna famosa e potente, conferendo così all'illegittimo possessore, il ministro D., persona intelligentissima e astuta ma priva di scrupoli, un forte potere ricattatorio. Le perquisizioni minuziose e accurate effettuate dalla polizia nella casa del ministro, a sua insaputa, sotto la direzione del prefetto G. per ritrovare la lettera non hanno dato alcun risultato. Stimolato da un ricco premio, dalla disperazione del prefetto, nonché dall'antipatia per l'amorale ministro, interviene Dupin che intuisce come il nascondiglio del documento non debba essere cercato nei luoghi normalmente deputati a tale funzione. Egli trova infatti la lettera, opportunamente mimetizzata, in un luogo visibile a tutti proprio nello studio dove il ministro riceve i visitatori e con uno stratagemma se ne impadronisce, risolvendo così il caso e ricevendo dal prefetto una generosa ricompensa, ammontante a 50.000 franchi.
L'autore si dilunga in minuziose considerazioni sulle forme di intelligenza e sul come certe regole, applicabili alla maggioranza delle persone quando se ne vogliono intuire le mosse, non lo siano più quando si ha a che fare con personaggi di particolari capacità intellettuali, e sul come debbano in questi casi essere tenute anche in conto le caratteristiche comportamentali del soggetto, al fine di capire quale via abbia seguito per raggiungere il suo scopo. Nel caso particolare la conclusione emergente è che la tecnica migliore per nascondere una cosa è proprio quella di metterla bene in evidenza in mezzo ad altre simili.

## Adattamenti
- L'autore Guido Crepax, come già fatto in precedenza con altri racconti di Poe, ha realizzato nel 1990 una versione a fumetti.